# Kurpark Bad Oeynhausen
Der Kurpark Bad Oeynhausen ist ein Kurpark im Zentrum der als Kurort entstandenen ostwestfälischen Stadt Bad Oeynhausen. Der in der Mitte des 19. Jahrhunderts nach einem Entwurf von Peter Joseph Lenné angelegte Park wurde seither mehrfach umgestaltet und erweitert.

## Geschichte

### Preußenzeit
Das 1845 konzessionierte Thermalsolebad des preußischen Berghauptmanns Karl von Oeynhausen erhielt im Jahr 1848 durch König Friedrich Wilhelm IV. den Namen „Königliches Bad Oeynhausen“.
Nach einem 1847 durch den Generaldirektor der königlichen Gärten in Preußen Peter Joseph Lenné entworfenen Hauptanlagenplan wurde in den Jahren 1851 bis 1853 ein hufeisenförmiger Park angelegt, der von einer baumbewachsenen Allee, dem sogenannten Korso umgeben war. 1926 wurde der etwas außerhalb gelegene Jordansprudel erbohrt, der eine Springbrunnenhöhe bis zu 50 Metern erreichte und seither Wahrzeichen des Kurparks ist.

### Spätere Umgestaltungen
Ab 1945 nutzte das Hauptquartier der britischen Armee in Deutschland den mit Stacheldraht eingezäunten Kurpark. Das Kaiserpalais diente als Kantine, die Badehäuser als Büros und Lagerräume.
Nach dem Abzug der Briten wurde der Kurpark ab 1954 bis 1969 nach mehrfach überarbeiteten Plänen von Hermann Mattern umgestaltet. Das neubarocke Gartenparterre wurde aufgelöst und die geometrischen Blickachsen und Wege im Park beseitigt.
Die 1955 an Stelle älterer Kurgebäude an der Herforder Straße errichtete Gollwitzer-Meier-Klinik unterbrach den von Lenné geplanten dreiachsigen Kurparkzugang von der Herforder Straße.
Als den Park begrenzender Wasserlauf wurde 1954 die Oeyne angelegt. In den 1960er Jahren wurde sie für den Bau des Bewegungsthermalbades, heute Bali-Therme, und die Einbeziehung des 1926 südlich des Kurparks erbohrten Jordansprudel zum Teil wieder beseitigt.
Die Erweiterung der Bade- und Therapiegebäude in den 1970er Jahren machte ein neues Gesamtkonzept der Parkgestaltung erforderlich. Ab 1980 wurde die Parkanlage zwischen Wandelhalle und Kurtheater nach historischer Vorlage rekonstruiert. Die Hauptachse des Kurparks wurde im Rahmen der Landesgartenschau (LGS) 2000 wieder hergestellt. Seit 2009 gibt es ein Wasserfontänenfeld vor dem Kurhaus. Der Kurpark ist heute eingebunden in das European Garden Heritage Network (kurz EGHN), das Europäische Gartennetzwerk.

## Bebauung
Das in den Jahren 1854 bis 1857 von Carl Ferdinand Busse errichtete spätklassizistische Badehaus I ist das älteste erhaltene Bauwerk im Kurpark. Busse entwarf auch den 1860 errichteten Trinkpavillon.
Seit dem Jahr 1880 gab es eine hölzerne Wandelhalle östlich neben dem Badehaus.
Südlich des Badehauses steht ein Gedenkstein für Karl von Oeynhausen.
Im Westen des Kurparks wurden 1874 am Westkorso die evangelische Auferstehungskirche, im Osten am Ostkorso die katholische Kirche St. Peter und Paul nach Plänen von Friedrich August Stüler fertig gestellt. Die Auferstehungskirche wurde 1956 nach einem Brand neu aufgebaut. Beide neugotische Kirchen sind heute denkmalgeschützt.
Im Sommer 1885 wurde das im Stil von Neorenaissance und Neobarock errichtete Badehaus II eingeweiht. Das H-förmige Gebäude aus rotem Backstein mit achteckiger Kuppel beherbergte ursprünglich 39 Badezellen zur Kapazitätserweiterung des Kurbetriebs.
Das 1903 errichtete Neorenaissancegebäude der königlichen Kurverwaltung diente später als Haus des Gastes. Es ist denkmalgeschützt.
Als repräsentatives Kurhaus wurde 1908 das außen einem barocken Schloss und innen der Pariser Oper nachempfundene Kaiserpalais auf dem höchsten Punkt des Kurparks eröffnet. Heute wird das Gebäude vom GOP Varieté – Theater Kaiserpalais genutzt.
Vor dem Kaiserpalais legte Reinhold Hoemann ein großes Parterre an. Eine breite Achse mit einem Springbrunnen in der Mitte verband Kaiserpalais und Wandelhalle.
Das Kurtheater entstand 1915 im Stil des Neo-Spätbarocks. Das Äußere zeigt Anregungen durch die Architektur der württembergischen Schlösser Monrepos und Solitude. 
Das inzwischen denkmalgeschützte Gebäude auf einer kleinen Anhöhe im Park erhielt bei einer Renovierung im Jahr 1980 ein vergrößertes Foyer, um ganzjährig genutzt werden zu können.
1926 wurde eine neue Trink- und Wandelhalle in der Form eines sechssäuligen ionischen Tempels mit 84 m langer Flanierzeile eingeweiht.

## Fotogalerie

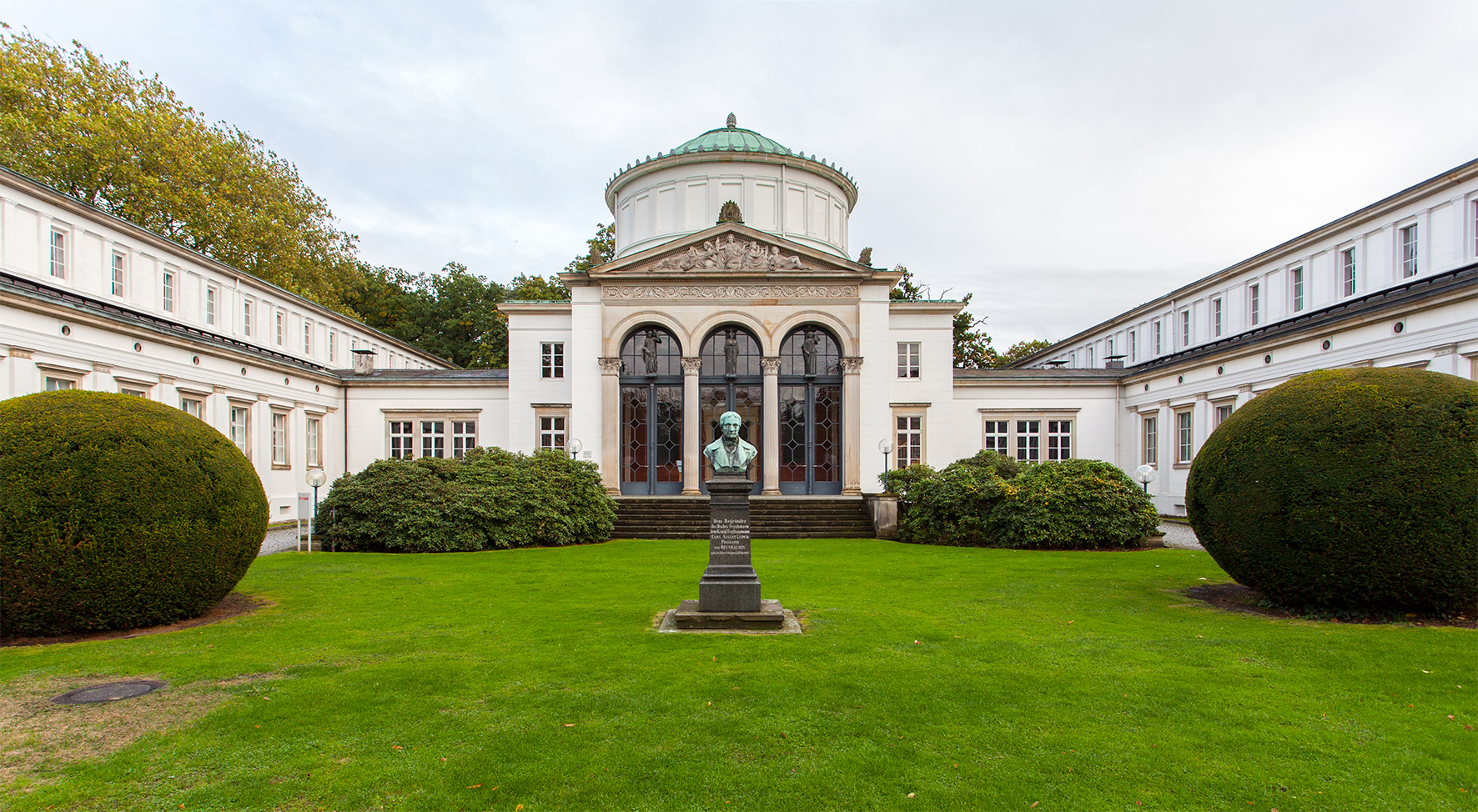
Badehaus I
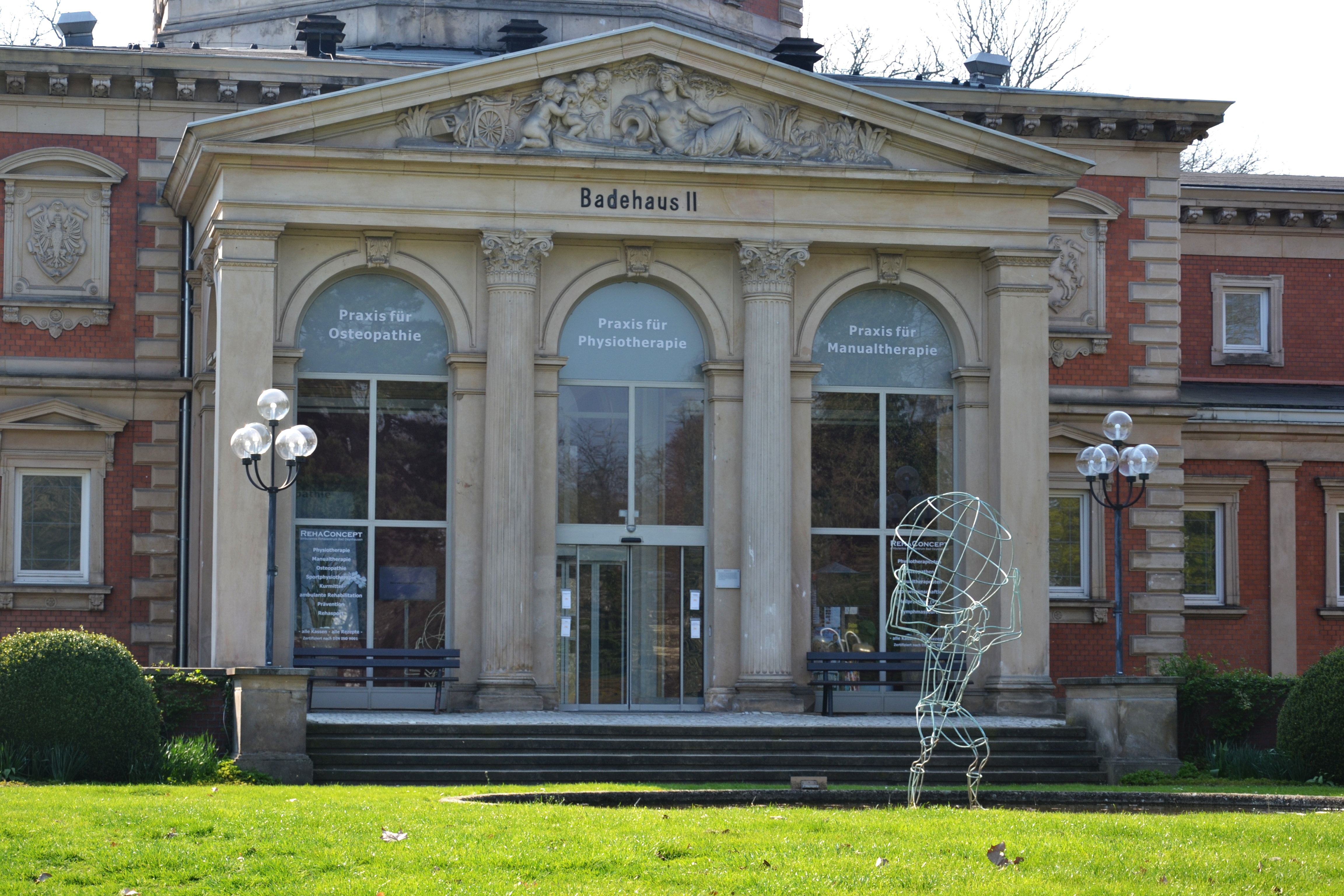
Badehaus II
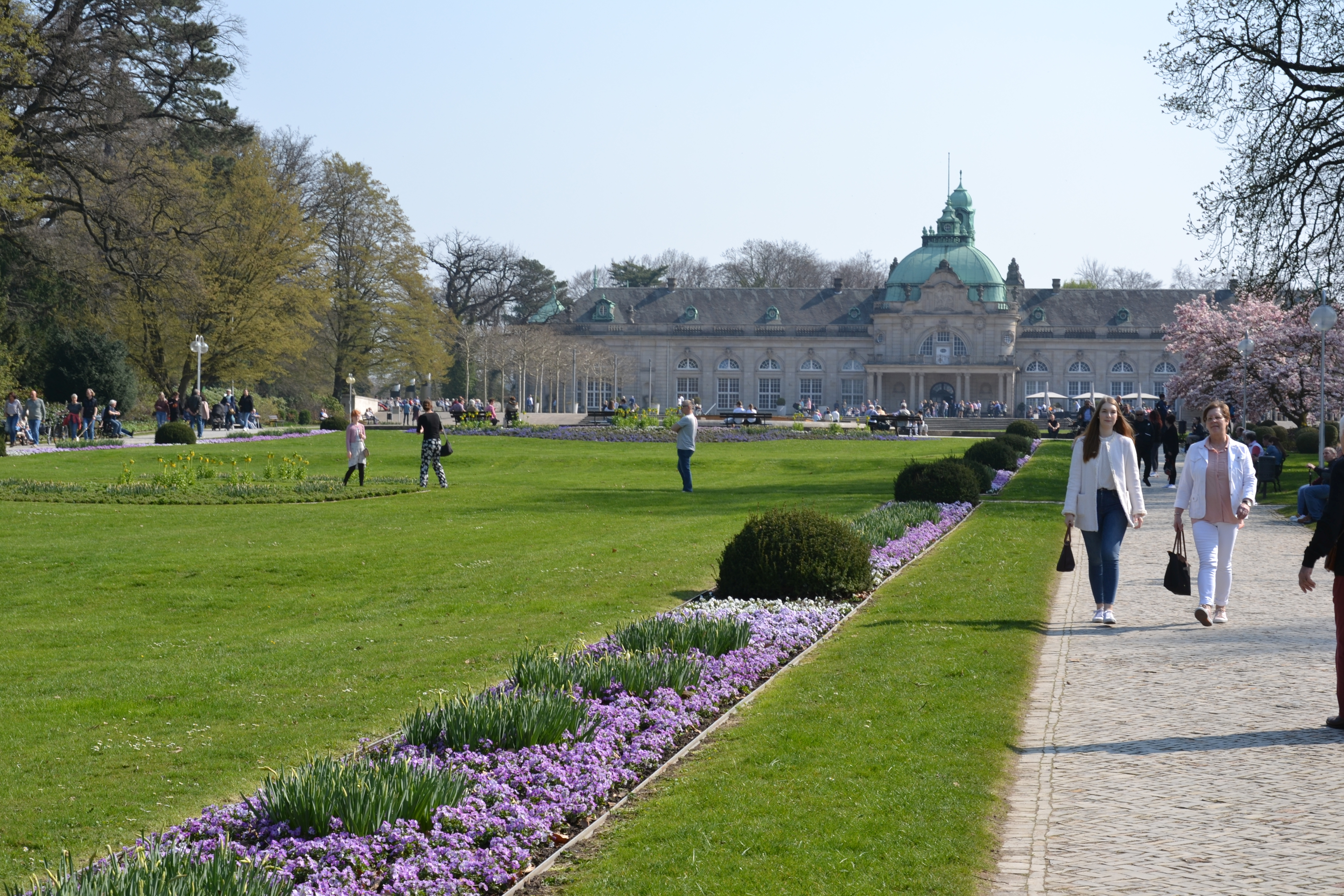
Kaiserpalais
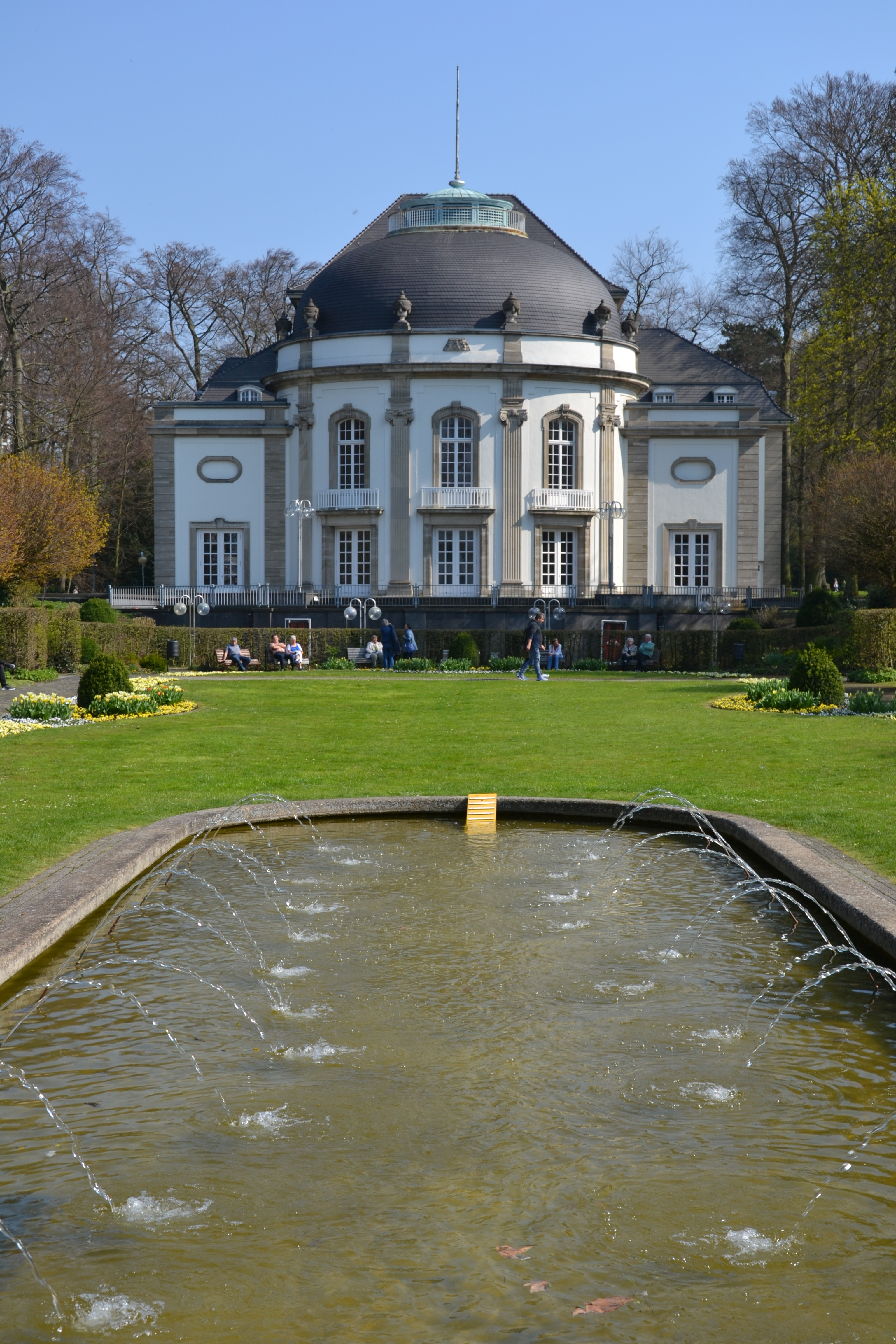
Kurparktheater
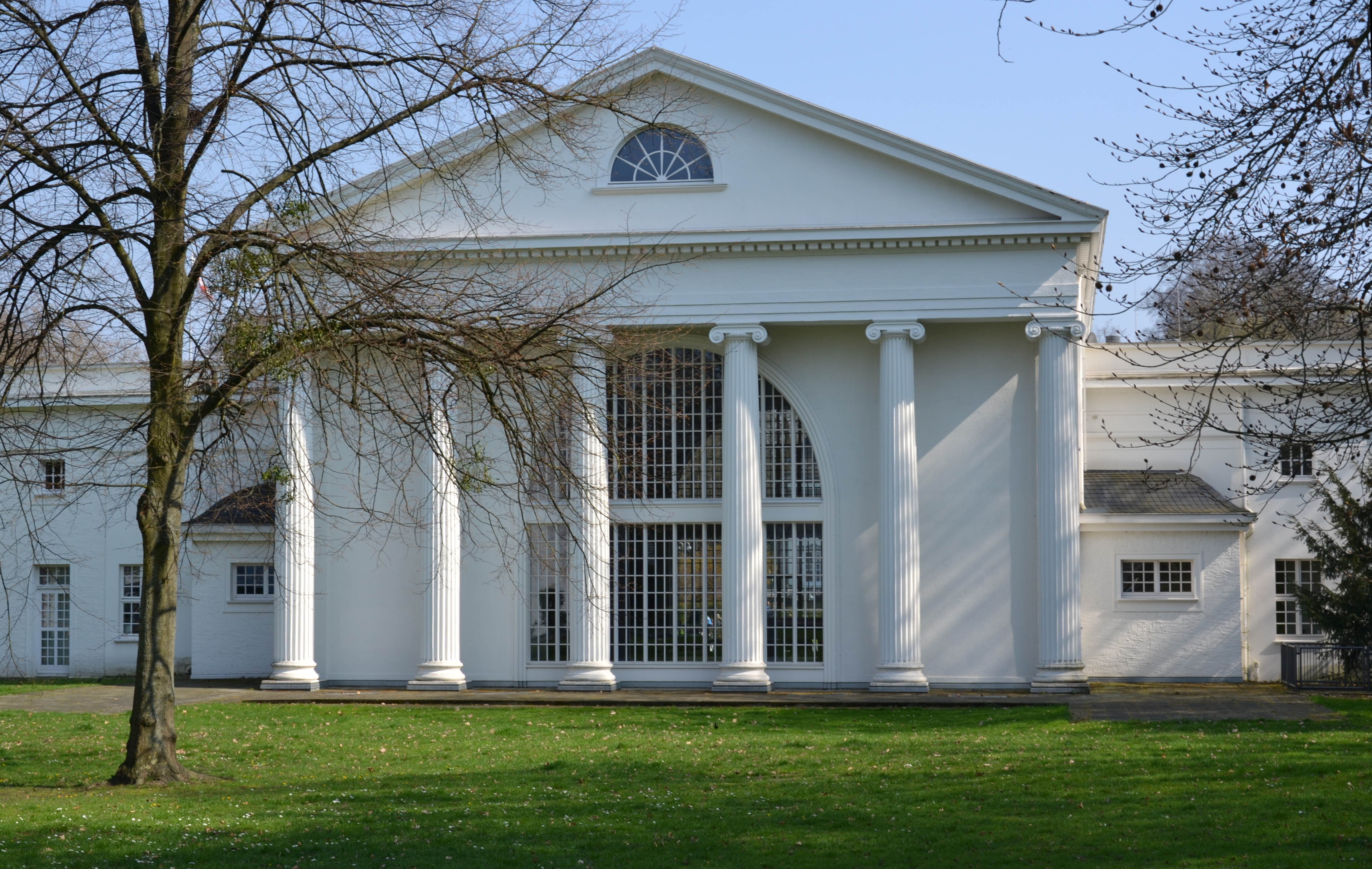
Wandelhalle
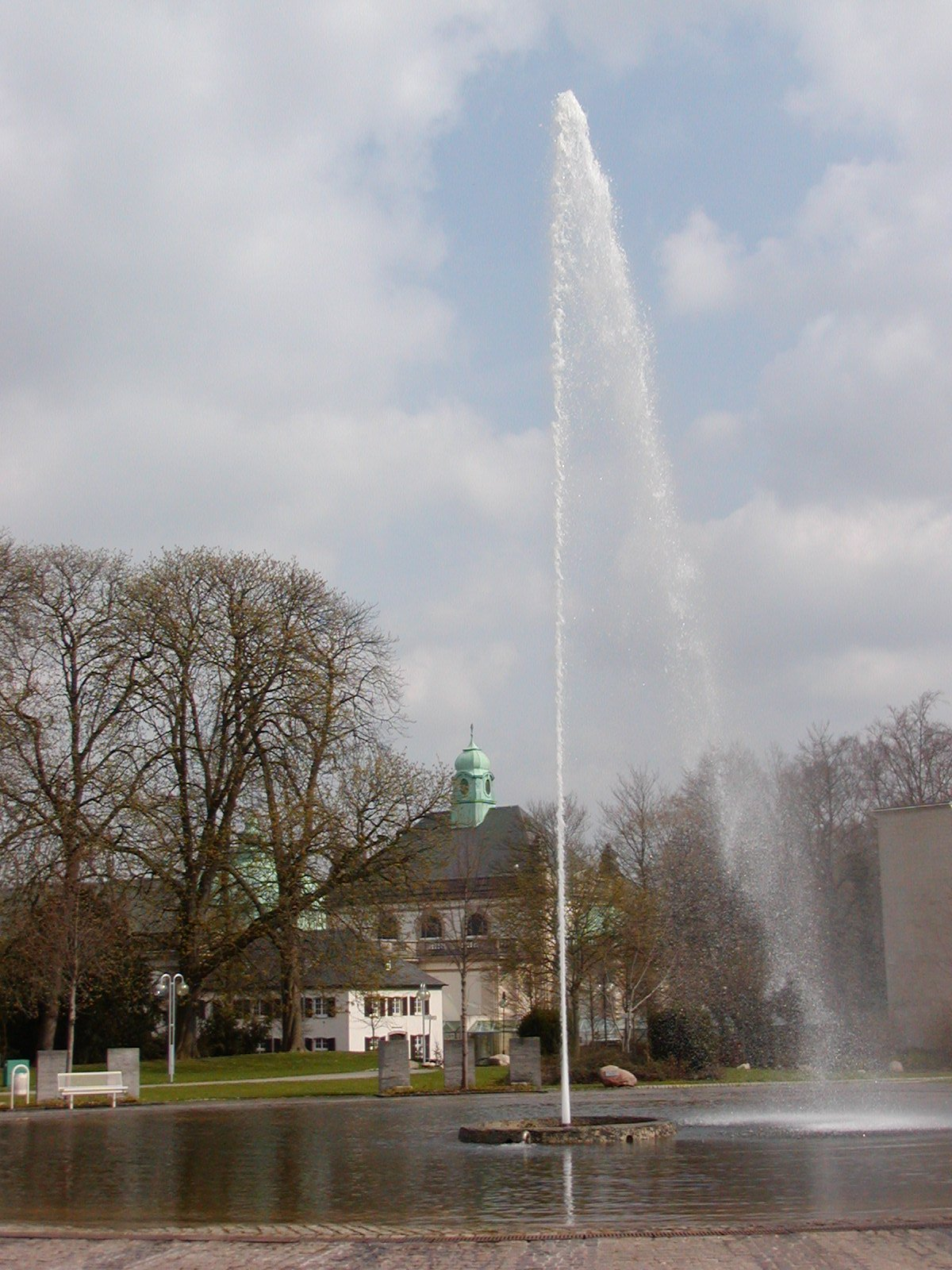
Jordansprudel

## Denkmäler im Kurpark

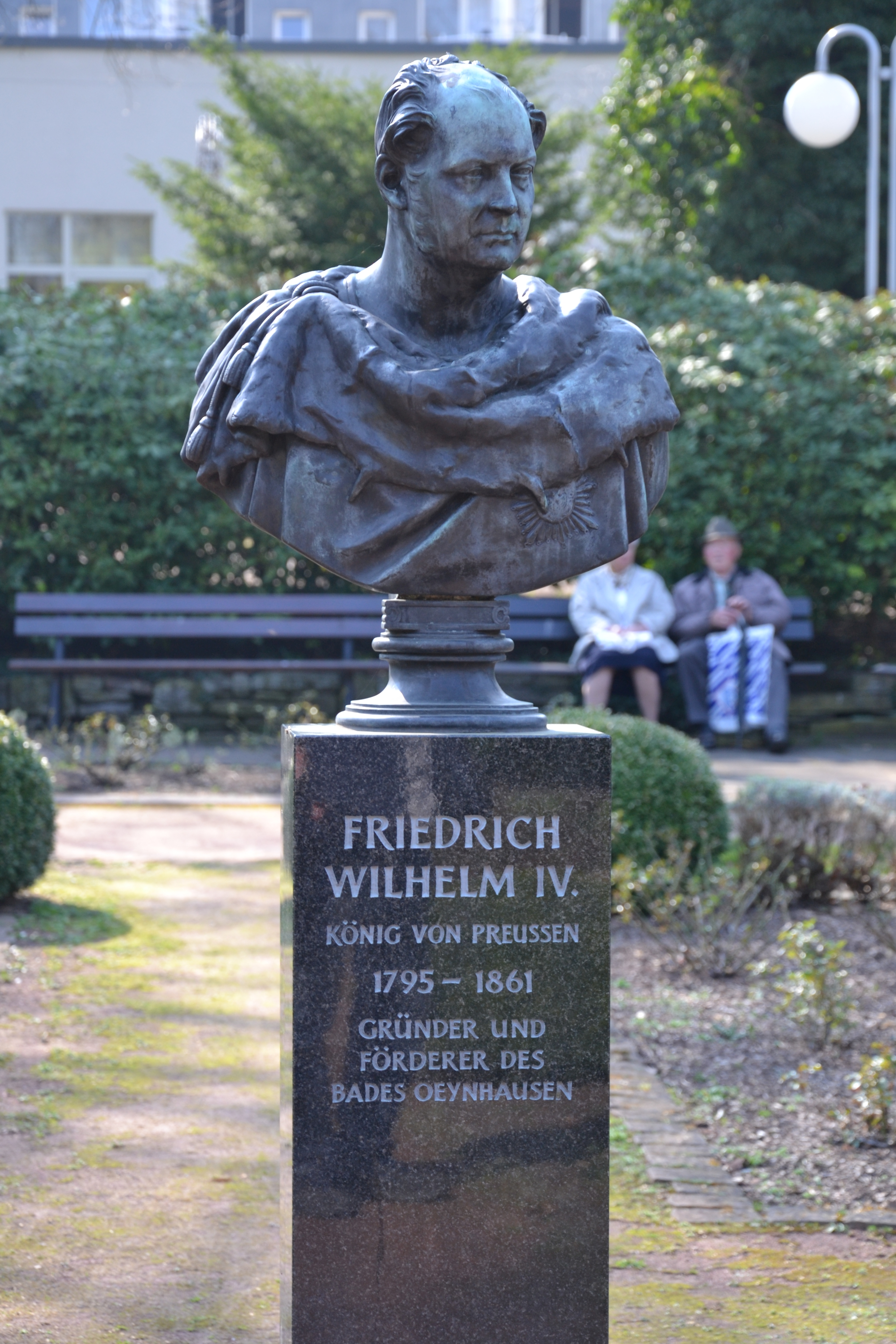
Büste Friedrich Wilhelms IV.

Im Park steht eine Büste des preußischen Königs Friedrich Wilhelm IV., der damit als Gründer und Förderer des Kurparks geehrt werden soll. Zudem befindet sich vor dem Badehaus I eine Büste des Entdeckers der Heilquelle Karl Freiherr von Oeynhausen. Darüber hinaus wurde 1886 der Gedenkstein Freiherr von Oeynhausen gestiftet, der anlässlich des 100. Todestages von Oeynhausen im Jahr 1965 ebenfalls im Park aufgestellt wurde.